# Joice Maduaka
Pour les articles homonymes, voir Joice.
Joice Maduaka, née le 30 septembre 1973, est une athlète britannique pratiquant le sprint sur 100 m et 200 m ainsi que le triple saut.

## Palmarès

### Jeux olympiques d'été
- Jeux olympiques d'été de 2000 à Sydney ( Australie)
  - éliminée en séries sur 100 m
  - éliminée en séries sur 200 m
  - éliminée en demi-finales avec le relais 4 × 100 m
- Jeux olympiques d'été de 2004 à Athènes ( Grèce)
  - éliminée en séries sur 200 m

### Championnats du monde d'athlétisme
- Championnats du monde d'athlétisme de 1999 à Séville ( Espagne)
  - éliminée en séries sur 100 m
  - éliminée en séries sur 200 m
- Championnats du monde d'athlétisme de 2003 à Paris ( France)
  - éliminée en demi-finales sur 100 m
  - éliminée en séries sur 200 m
- Championnats du monde d'athlétisme de 2007 à Osaka ( Japon)
  - éliminée en quart de finale sur 200 m
  - 4e en relais 4 × 100 m

### Jeux du Commonwealth
- Jeux du Commonwealth de 1998 à Kuala Lumpur ( Malaisie)
  - 7e sur 100 m
  -  Médaille de bronze en relais 4 × 100 m
- Jeux du Commonwealth de 2002 à Manchester ( Angleterre)
  - 6e sur 200 m

### Championnats d'Europe d'athlétisme
- Championnats d'Europe d'athlétisme de 2002 à Munich ( Allemagne)
  - éliminée en séries sur 100 m
- Championnats d'Europe d'athlétisme de 2006 à Göteborg ( Suède)
  - 4e sur 100 m

### Championnats d'Europe d'athlétisme en salle
- Championnats d'Europe d'athlétisme en salle de 2005 à Madrid ( Espagne)
  -  Médaille d'argent au triple saut